# Ziemia lubawska
Ziemia lubawska (łac. Terra Lubovie, niem. Löbauer Land) – region historyczno-etnograficzny w północno-środkowej Polsce, położony w widłach rzeki Drwęcy i Wel.
Ziemia lubawska dawniej była ściśle związana z Ziemią Sasinów. Od 2 połowy XIII wieku zaczęła przynależeć do ziemi chełmińskiej.

## Nazwa
Nazwa ziemi lubawskiej w formie Terra Lubouie pojawiła się po raz pierwszy w 1216 r. w dokumencie papieskim Innocentego III zatwierdzającym nadanie ziemi lubawskiej biskupowi pruskiemu Chrystianowi przez pruskiego nobila Suwarbunę. Nazwa ta występuje w licznych XIII-wiecznych źródłach: Lubouia; terra Lvbaie; terra Lubovie; terra Loboviensis. Wywodzi się od nazwy miejscowej Lubawy.

## Położenie

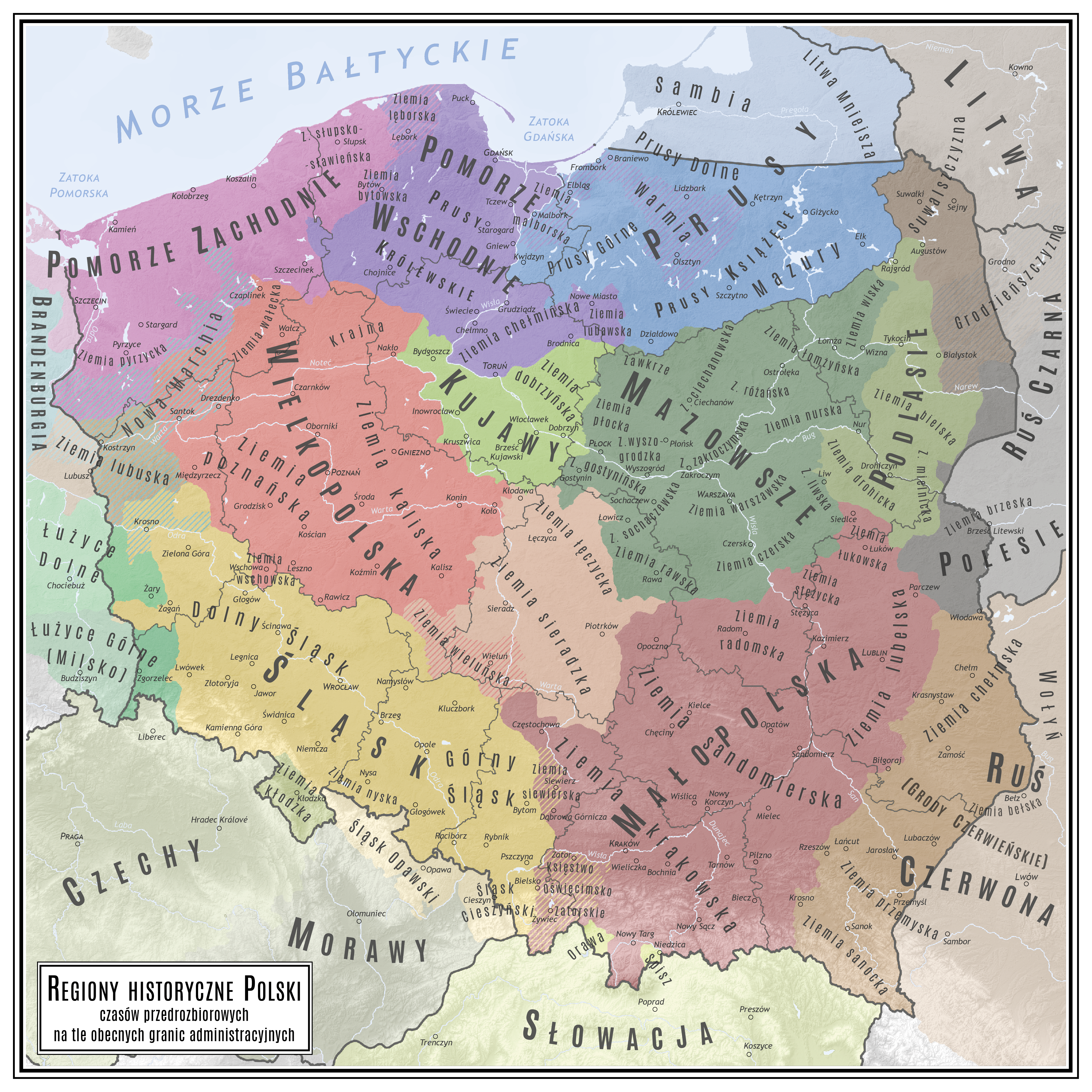
Ziemia lubawska i inne krainy historyczne Polski na tle współczesnych granic administracyjnych

Za czasów piastowskich rzeka Drwęca rozdzielała dwa terytoria – tereny położone na jej prawym brzegu (patrząc z biegiem rzeki) należały do ziemi chełmińskiej, na lewym zaś do ziemi lubawskiej. Granice ziemi lubawskiej przebiegały następująco: na zachodzie wzdłuż Drwęcy od ujścia Brynicy do ujścia Gizeli, następnie wzdłuż rzeki do grodziska Zajączki, a stamtąd do Omula i dalej do źródła strugi Rumienica, a stąd do Jeziora Rumian. Stamtąd do rzeki Wel i wzdłuż rzeki do jeziora Zarybinek, Tarczyńskie, Grądy. Następnie wzdłuż rzeki Wkra odcinkiem Martwicą, aż po Zieluń, następnie skręcała ku Jezioru Bryńskiemu, z którego wypływa Brynica i wzdłuż jej biegu do Drwęcy.
Współcześnie większa część ziemi lubawskiej leży na terenie województwa warmińsko-mazurskiego (powiat nowomiejski bez obszaru nad prawym brzegiem Osy, gmina Lubawa w powiecie iławskim, w większości obszar gminy Lidzbark i fragment gminy Rybno w powiecie działdowskim), zaś mniejsza na obszarze województwa kujawsko-pomorskiego (w większości teren gminy Brzozie w powiecie brodnickim).

## Historia
W VIII wieku osadnictwo słowiańskie z Mazowsza osiągnęło rubież po Trzcin i Tarczyn, następnie w IX wieku Leszcz aż po Kajkowo koło Ostródy. W XI/XII wieku za czasów Bolesława Krzywoustego, a potem jego synów, z terenów ziemi lubawskiej organizowano wyprawy krzyżowe na pogańskie Prusy oraz akcje kolonizacyjne związane z chrystianizacją ziemi lubawskiej. W tym też czasie powstały polskie grody: Klasztorek, Łanioch, Zwiniarz, Gutowo i Nowe Grodziczno. Na okres XII w. przypada ekspansja ludności polskiej w okolice jezior Trupel, Karaś i Jeziora Skarlińskiego. Załamanie się tej ekspansji mogło być spowodowane licznymi odwetowymi najazdami plemion pruskich i przejściowym opanowaniem ziemi lubawskiej przez pruskie plemię Sasinów około 1216 roku. 

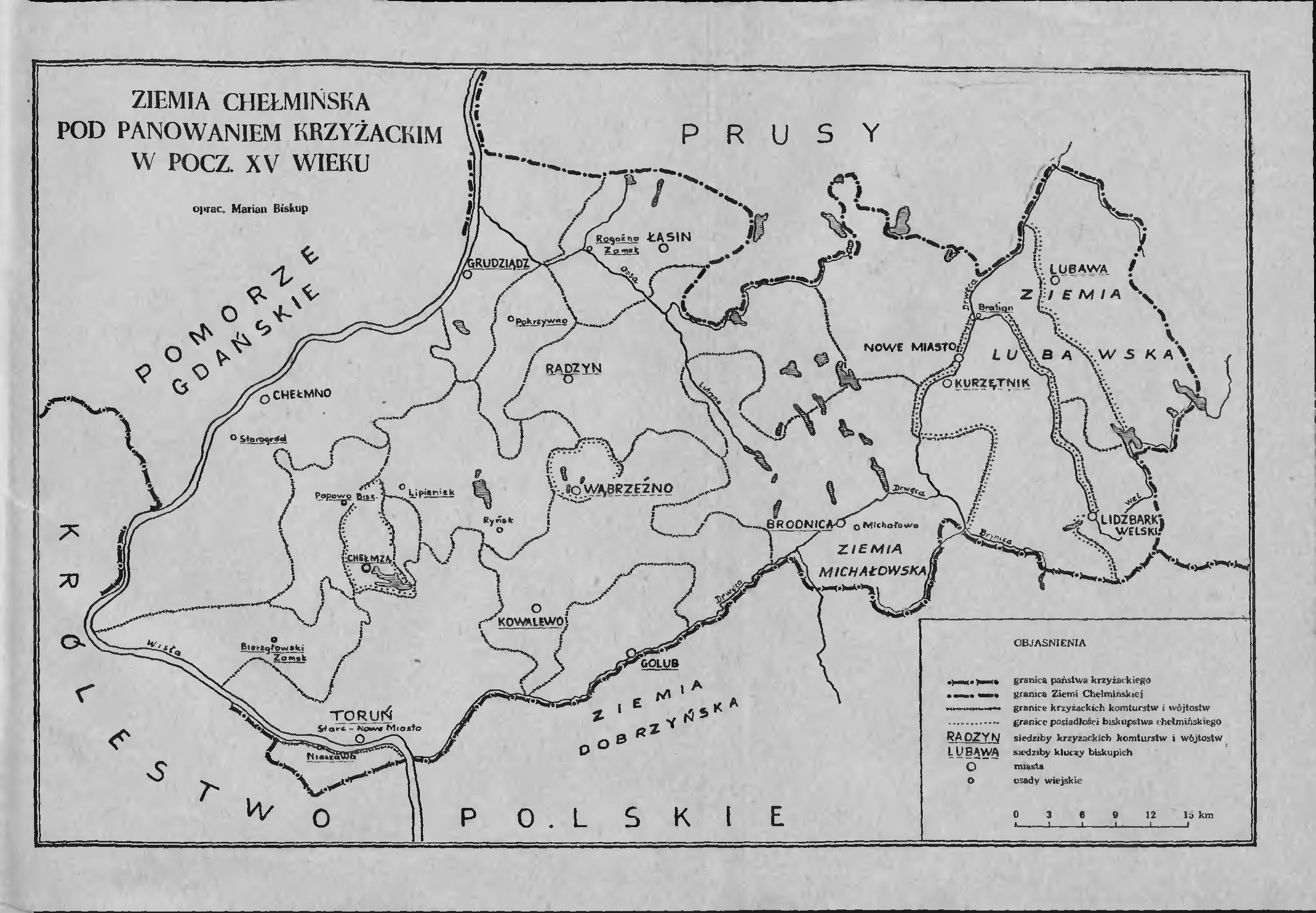
Ziemia chełmińska z ziemią lubawską w pocz. XV w.

W 1216 r. papież Innocenty III potwierdził Chrystianowi z Oliwy – biskupowi pruskiemu – posiadanie ziemi lubawskiej stanowiącej darowiznę od nowo nawróconego władcy pruskiego Surwabuno. O tym, że była to wcześniej własność mazowiecka świadczy dokument z 1240 roku, w którym książęta mazowieccy Konrad i Bolesław oświadczyli, że prawnie ziemia lubawska powinna należeć do nich. Od 1257 roku ziemia lubawska przeszła na własność biskupów chełmińskich i stała się centrum administracyjnym kompleksu dóbr biskupich zwanych kluczem lubawskim. W roku 1269 na ziemię lubawską najechało pruskie plemię Sudowów. W XIV w. wszystkie miasta ziemi lubawskiej otrzymały prawa miejskie.
W 1454 miasta ziemi lubawskiej opowiedziały się po stronie Związku Pruskiego, który poprosił króla Kazimierza IV Jagiellończyka o włączenie regionu do Polski, po czym po kilku tygodniach król ogłosił akt inkorporacji. Na mocy II pokoju toruńskiego w 1466 roku, kończącego wojnę trzynastoletnią potwierdzono powrót ziemi lubawskiej do Polski. Administracyjnie stanowiła część województwa chełmińskiego. Pomiędzy 1535 a 1539 na zamku biskupów chełmińskich w Lubawie parokrotnie gościł Mikołaj Kopernik. Ziemi lubawskiej nie ominęły potop szwedzki i III wojna północna. Po I rozbiorze Polski w 1772 trafiła do zaboru pruskiego, ponownie pod kontrolą polską w latach Księstwa Warszawskiego (1807–1815) i po odzyskaniu niepodległości od 1920. Podczas II wojny światowej znajdowała się pod okupacją niemiecką.

## Miasta
| Lp. | Miasto                | Populacja | Powierzchnia |
| --- | --------------------- | --------- | ------------ |
| 1.  | Lubawa                | 10 370    | 16,80 km²    |
| 2.  | Nowe Miasto Lubawskie | 10 097    | 11,37 km²    |
| 3.  | Lidzbark Welski       | 7900      | 5,68 km²     |

### Miasta zdegradowane
Do miast ziemi lubawskiej (które jednak z różnych przyczyn utraciły status miasta) należą również:
| Lp. | Dawne miasto | Populacja | Prawa miejskie | Degradacja |
| --- | ------------ | --------- | -------------- | ---------- |
| 1.  | Kurzętnik    | 3065      | ok. 1330 r.    | 1905 r.    |

## Kultura
Na obszarze ziemi lubawskiej funkcjonuje stowarzyszenie Lokalna Grupa Działania Ziemia Lubawska.